# Tarnowiec (gmina)
Pour les articles homonymes, voir Tarnowiec.
Tarnowiec [tarˈnɔvjɛt͡s] est une commune rurale de la Voïvodie des Basses-Carpates et du powiat de Jasło. Elle s'étend sur 63,1 km2 et comptait 9102 habitants en 2010. Elle se situe à environ 9 kilomètres à l'est de Jasło et à 44 kilomètres au sud-ouest de Rzeszów, la capitale régionale.
Elle est la commune de naissance de l'électrochimiste Jaroslaw Syzdek.